# سياسة روسيا

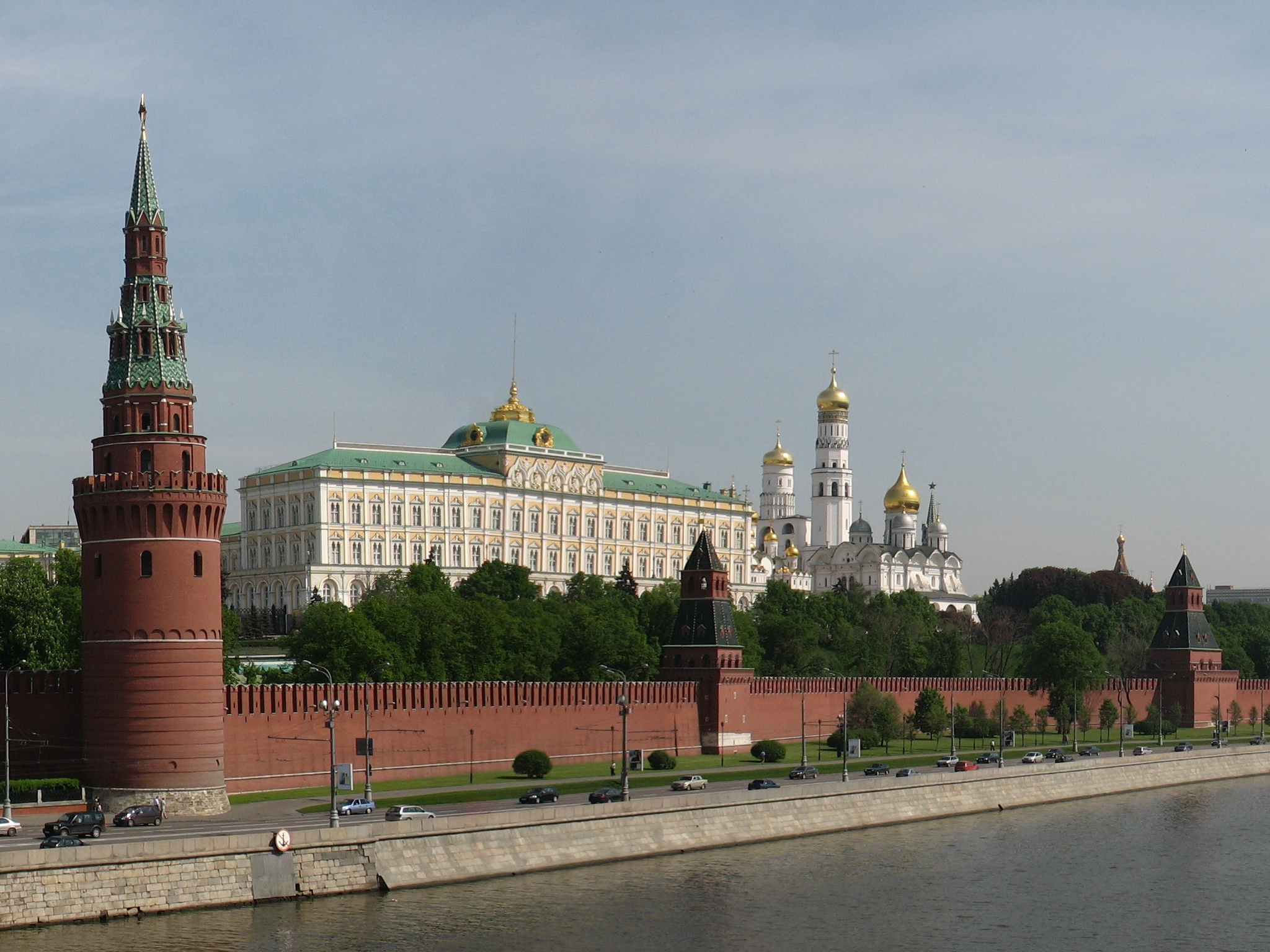
الكرملين.

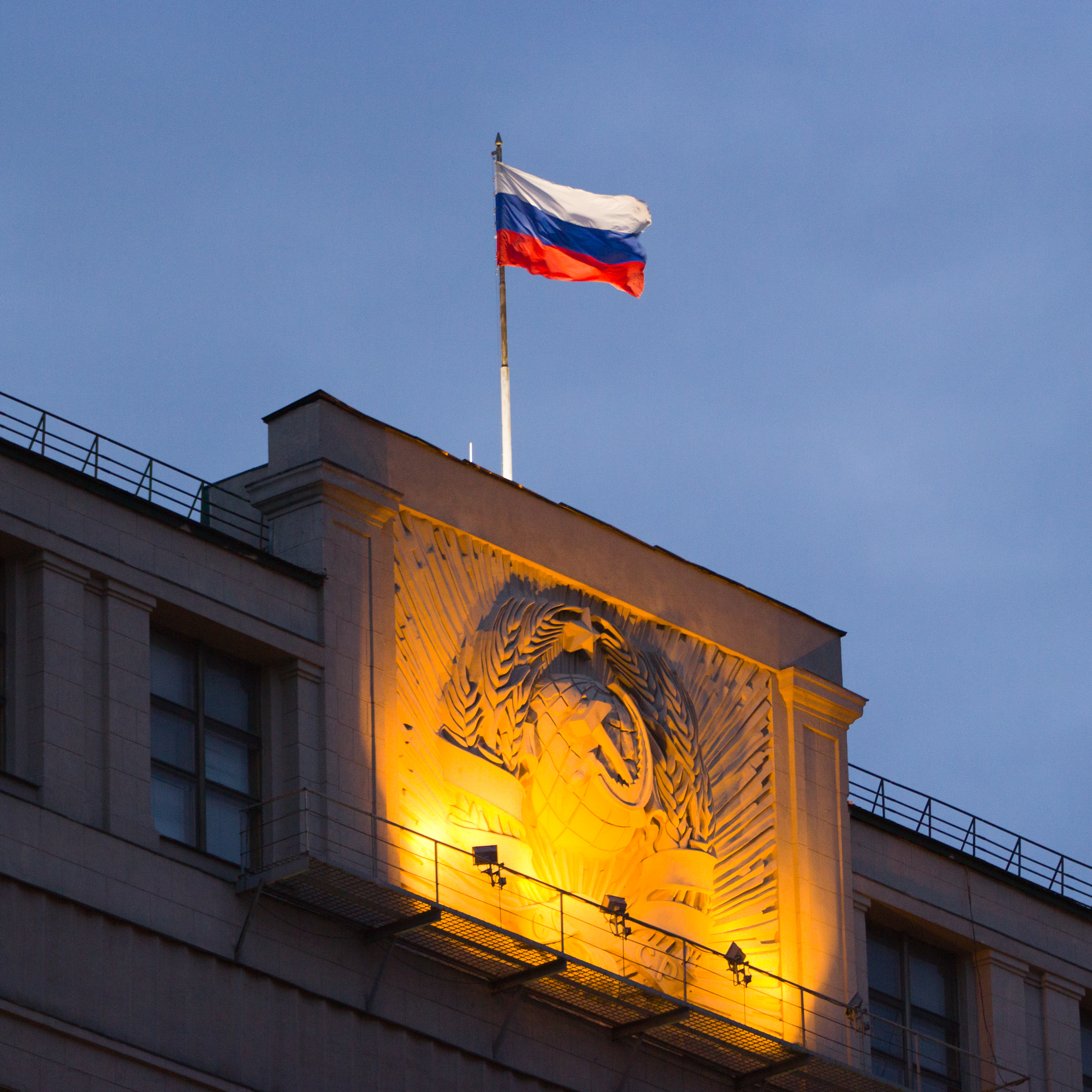
مجلس الدوما.

تشمل سياسة روسيا المنطقة الواقعة داخل إطار جمهورية روسيا شبه الرئاسية الاتحادية. وفقًا لدستور روسيا، فإن رئيس روسيا هو قائد الدولة على رأس نظام متعدد الأحزاب ذي سلطة تنفيذية من اختصاص الحكومة برئاسة رئيس الوزراء الذي يعينه الرئيس بموافقة البرلمان. توجد السلطة التشريعية في يد مجلسي الجمعية الاتحادية للاتحاد الروسي، بينما يصدر الرئيس والحكومة العديد من اللوائح الداخلية الملزمة قانونًا.
منذ انهيار الاتحاد السوفيتي في نهاية عام 1991، واجهت روسيا تحديات كبيرة في جهودها لتشكيل نظام سياسي بعد قرابة خمسة وسبعين عامًا من النظام السوفيتي. فمثلًا طرحت شخصيات بارزة في السلطتين التشريعية والتنفيذية آراء متضاربة بشأن التوجه السياسي لروسيا والأدوات الحكومية التي ينبغي استخدامها لتحقيق هذا التوجه. وصل هذا الصراع إلى ذروته في سبتمبر وأكتوبر 1993، عندما استخدم الرئيس بوريس يلتسين القوة العسكرية لحل البرلمان ودعا إلى انتخابات تشريعية جديدة. يمثل هذا الحدث نهاية الفترة الدستورية الأولى لروسيا، والتي تُحدد بالدستور المعدل بشكل كبير الذي اعتمده المجلس السوفيتي الأعلى للجمهورية الاشتراكية السوفيتية الروسية في عام 1978. ووفقًا لدستور جديد سيخلق فترة رئاسية قوية عن طريق الاستفتاء في ديسمبر 1993.
بوجود دستور جديد وبرلمان جديد يمثل الأحزاب والفصائل المتنوعة، أظهر الهيكل السياسي لروسيا بعد ذلك علامات على الاستقرار. مع مد الفترة الانتقالية إلى منتصف التسعينيات، استمرت سلطة الحكومة الوطنية في التضاؤل نتيجة لحصول الأقاليم الروسية على تنازلات سياسية واقتصادية من موسكو. على الرغم من أن الصراع بين السلطتين التنفيذية والتشريعية قد حُل جزئيًا عن طريق الدستور الجديد، استمر الطرفان في تمثيل رؤى متعارضة لمستقبل روسيا بشكل كبير. في معظم الأوقات، كانت السلطة التنفيذية مركز الإصلاحيين، وكان مجلس النواب أو مجلس الدوما معقلًا للشيوعيين والقوميين.

## خلفية تاريخية

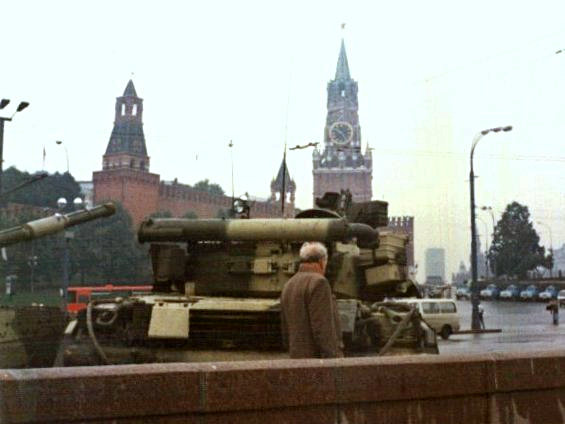
دبابات في الساحة الحمراء خلال محاولة انقلاب 1991

### الميراث السوفيتي
تضمن أول دستور للاتحاد السوفيتي الصادر في عام 1924 معاهدة اتحادية بين الجمهوريات السوفيتية المختلفة. وبموجب هذه المعاهدة، أصبحت الجمهورية الروسية السوفيتية الاتحادية الاشتراكية تعرف باسم جمهورية روسيا الاتحادية الاشتراكية السوفيتية. ومن الناحية الاسمية، اشتملت حدود كل دولة فرعية على الإقليم الذي تعيش فيه جنسية معينة. منح الدستور الجمهوريات الجديدة السيادة، على الرغم مما قيل عن تفويضها معظم سلطاتها السيادية طواعية إلى القيادة السوفيتية. وقد بُرهن على السيادة الرسمية بوجود الأعلام والدساتير ورموز الدول الأخرى، و«حق» الجمهوريات المضمون دستوريًا في الانفصال عن الاتحاد. كانت روسيا أكبر الجمهوريات الاتحادية من حيث المساحة وعدد السكان. خلال حقبة الحرب الباردة (حوالي 1947-1991)، فشلت جمهورية روسيا الاتحادية الاشتراكية السوفيتية في تطوير بعض مؤسسات الحكم والإدارة التي كانت نموذجية للحياة العامة في الجمهوريات الأخرى وذلك بسبب هيمنة الروس على شؤون الاتحاد، ومن هذه المؤسسات: حزب شيوعي على مستوى الجمهورية، وأكاديمية روسية للعلوم، وفروع روسية للنقابات. بعد مطالبة الجنسيات الفخرية للجمهوريات الأربعة عشر الأخرى داخل الاتحاد بحقوق جمهورية أكبر في أواخر الثمانينيات، بدأ الروس أيضًا في المطالبة بإنشاء أو تعزيز مختلف المؤسسات الروسية على وجه التحديد داخل جمهورية روسيا الاتحادية الاشتراكية السوفيتية. كما شجعت سياسات معينة للزعيم السوفيتي ميخائيل جورباتشوف (الذي شغل منصب السكرتير العام للحزب الشيوعي السوفييتي من 1985 إلى 1991) الجنسيات داخل جمهوريات الاتحاد -متضمنة الجمهورية الروسية- على المطالبة بحقوقهم. اشتملت هذه السياسات على الغلاسنوست (وتعني حرفيًا «الإفصاح العام» أو الشفافية بمعنى أبسط)، والتي مكنت من إجراء مناقشة مفتوحة للإصلاحات الديمقراطية والمشكلات العامة التي جرى تجاهلها منذ فترة طويلة مثل التلوث. جلبت الغلاسنوست أيضًا إصلاحات دستورية أدت إلى انتخاب الهيئات التشريعية الجمهورية الجديدة التي كان فيها تكتلات كبيرة من الممثلين المؤيدين للإصلاح.
انتُخب مجلس تشريعي جديد في جمهورية روسيا الاتحادية الاشتراكية السوفيتية يُسمى مجلس نواب الشعب في مارس 1990 في انتخابات حرة وتنافسية إلى حد كبير. انتخب المؤتمر في بداية انعقاده في مايو بوريس يلتسين وهو أحد أتباع جورباتشوف الذي كان قد استقال أو نُفي من المستويات العليا للحزب بسبب مقترحاته الإصلاحية الراديكالية وشخصيته المتقلبة، كرئيس للهيئة الدائمة للعمل في المؤتمر المُسمى مجلس السوفيت الأعلى لروسيا. وفي الشهر التالي، أعلن الكونغرس سيادة روسيا على مواردها الطبيعية وأولوية القوانين الروسية على تلك الخاصة بالحكومة السوفيتية المركزية. عززت جمهورية روسيا الاتحادية الاشتراكية السوفيتية خلال 1990-1991 سيادتها من خلال إنشاء فروع على مستوى الجمهورية لبعض المنظمات مثل الحزب الشيوعي، وأكاديمية العلوم في الاتحاد السوفيتي، ومرافق البث الإذاعي والتلفزيوني، ولجنة أمن الدولة (كيه جي بي). وفي عام 1991 أنشأت روسيا مكتبًا تنفيذيًا جديدًا وهو رئاسة الجمهورية، وذلك على غرار غورباتشوف الذي أنشأ مثل هذا المكتب لنفسه في عام 1990. منحت الانتخابات الرئاسية الروسية في يونيو 1991 شرعية لهذا المكتب، في حين تجنب جورباتشوف مثل هذه الانتخابات وعين بنفسه من قبل البرلمان السوفيتي. وعلى الرغم من محاولات غورباتشوف لثني الناخبين الروس عن التصويت لصالح يلتسين، فقد فاز في الانتخابات الشعبية ليصبح الرئيس هازمًا بسهولة خمسة مرشحين آخرين بأكثر من 57 في المئة من الأصوات.
استخدم يلتسين دوره كرئيس لروسيا ليعلن السيادة والوطنية الروسية، وكانت شرعيته كرئيس سببًا رئيسيًا لانهيار محاولة انقلاب الحكومة المتشددة ومسؤولي الحزب ضد جورباتشوف في الانقلاب السوفيتي في أغسطس عام 1991. حاول قادة الانقلاب الإطاحة بغورباتشوف من أجل وقف خطته لتوقيع معاهدة الاتحاد الجديد التي رأوا أنها ستدمر الاتحاد السوفيتي. عارض يلتسين بهدوء متآمري الانقلاب ودعا إلى عودة جورباتشوف إلى سدة الحكم جامعًا الروسيين تحت هذا التوجه. بل وأكثر من ذلك، فقد أثرت جماعة يلتسين على القيادات في «وزارات السلطة» التي كانت تسيطر على الجيش والشرطة والمخابرات السوفيتية ودعتهم لرفض الامتثال لأوامر مخططي الانقلاب. تسببت المعارضة بقيادة يلتسين بالإضافة إلى تردد المتآمرين في انهيار الانقلاب بعد ثلاثة أيام.
وجد جورباتشوف بعد انقلاب أغسطس الفاشل تركيبًا متغيرًا بشكل رئيسي للسلطة، إذ سيطر يلتسين بحكم الأمر الواقع على الكثير من الأجهزة الإدارية السوفيتية المتمردة أحيانًا. وعلى الرغم من عودة جورباتشوف إلى منصبه كرئيس للاتحاد السوفيتي، فقد بدأت الأحداث في تجاوزه. إذ عُلقت أنشطة الحزب الشيوعي. وأعلنت معظم الجمهوريات داخل الاتحاد استقلالها بسرعة، على الرغم من أن العديد بدا على استعداد للتوقيع على المعاهدة الاتحادية التي أعلن عنها غورباتشوف بشكل غامض. حصلت دول البلطيق على الاستقلال الكامل، وسرعان ما حصلت على اعتراف دبلوماسي من العديد من الدول. واعترفت حكومة غورباتشوف العاجزة باستقلال إستونيا ولاتفيا وليتوانيا في أغسطس وسبتمبر 1991.
في أواخر عام 1991، سيطرت حكومة يلتسين على ميزانية حكومة غورباتشوف العاجزة. ولكن لم تعلن روسيا استقلالها إذ ظل يلتسين آملًا في إنشاء شكل من أشكال الاتحاد. وفي ديسمبر بعد أسبوع واحد من إعلان جمهورية أوكرانيا الاستقلال عن طريق الاستفتاء، اجتمع يلتسين وقادة أوكرانيا وبيلاروسيا لتشكيل كومنولث الدول المستقلة. وعقد اجتماع آخر في ألماتي في 21 ديسمبر استجابة لدعوات اتحاد آسيا الوسطى والجمهوريات الأخرى التي تسعى للدخول في الاتحاد لتوسيع الكومنولث. أعلنت جميع الأطراف في ذلك الاجتماع أن معاهدة الاتحاد لعام 1922 التي أنشأت الاتحاد السوفيتي أُلغيت وأن الاتحاد السوفيتي لم يعد موجودًا. وأعلن جورباتشوف هذا القرار رسميًا في 25 ديسمبر 1991. نالت روسيا اعترافًا دوليًا كخليفة رئيسية للاتحاد السوفيتي، إذ حصلت على المقعد الدائم للاتحاد السوفيتي في مجلس الأمن التابع للأمم المتحدة ومناصب في منظمات دولية وإقليمية أخرى. كما اتفقت دول كومنولث الدول المستقلة على أن روسيا ستتولى في البداية السفارات السوفيتية وغيرها من الممتلكات في الخارج.

## الدستور
أقر الدستور الروسي باستفتاء عام سنة 1993.
وكان مدفيديف وقع في 30 ديسمبر/كانون الأول عام 2008 القانون الخاص بادخال تعديلات على الدستور الروسي المتعلقة بتمديد فترة صلاحيات رئيس الدولة ومجلس الدوما. وقد اعتمد القانون في مجلس الدوما 21 ديسمبر/كانون الأول، وصادق عليه المجلس الفيدرالي في 26 ديسمبر/كانون الأول. وتتضمن التعديلات في القانون زيادة فترة صلاحيات رئيس الدولة من 4 إلى 6 سنوات ومجلس الدوما من 4 إلى 5 سنوات.

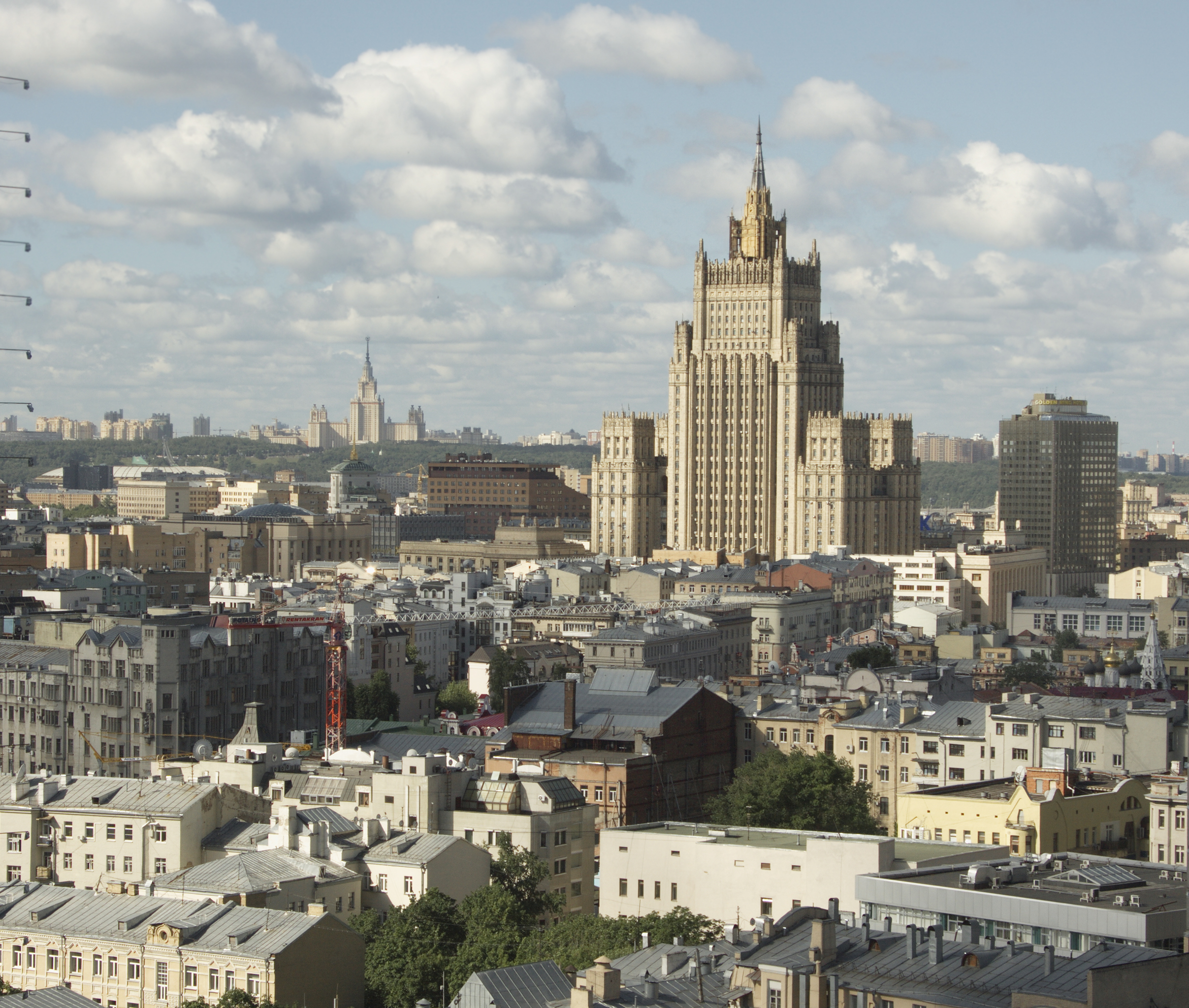
وزارة الخارجية الروسية.

## الكيانات الفدرالية
يتألف الاتحاد الروسي من 83 كيان فدرالي كالتالي:
- 21 جمهورية معظمهن يتمتعن باستقلال ذاتي في شئونهم الداخلية. وغالباً ما تمثل كل جمهورية مجموعة عرقية واحدة أو أكثر.
- 46 اوبلاست (أقاليم)
- 9 كراي (مقاطعات)
- 4 اوكروج (منطقة ذات استقلال ذاتي)
- 2 مدن فدرالية

## المناطق
مؤخراً تم إعلان 7 المناطق الفدرالية الروسية مناطق فدرالية شاسعة (4 في أوروبا و3 في آسيا) كطبقة إدارية عليا فوق الكيانات ال83 تحت المستوى الوطني.

## القوات المسلحة
تعد روسيا الوريثة لأغلب أسلحة الاتحاد السوفيتى السابق وبالذات الأسلحة النووية وأقمار التجسس الاصطناعية ومصانع السلاح والقواعد العسكرية حتى تلك التي باتت تقع الآن خارج حدودها في إحدى جمهوريات الاتحاد السوفيتى السابق. تمتلك روسيا أحد أقوى جيوش العالم يبلغ عدد أفراده النشطين 1037000 وبالتالى فهو الرابع عالميا من حيث عدد المدربين. وضعت الحكومة ميزانية للإنفاق العسكري عام 2008 قدرت باربعين مليار دولار مما جعل روسيا تحتل المركز الثامن عالميا من حيث الإنفاق العسكري. روسيا تمتلك أكبر مخزون من الأسلحة النووية في العالم والذي يقدر بحوالي 16000 رأس نووي. منذ عام 2001 تحتل روسيا المركز الأول كأكبر مورد للأسلحة حيث تصدر الأسلحة لاكثر من 80 دولة وتحتكر حوالي 30 % من تجارة السلاح العالمية. تمتلك روسيا ثاني أكبر مخزون عالمي من الصواريخ البالستية بعد الولايات المتحدة. ينقسم الجيش الروسي إلى القوات البرية الروسية والأسطول الروسي والقوات الجوية الروسية وقوات المظلات الروسية والقوات الفضائية الروسية وقوات الصواريخ الروسية.
تضم القوات المسلحة في روسيا ثلاثة فروع هي الجيش والقوات الجوية وموظفي مقر أركان وزارة الدفاع. الكولونيل الجنرال ليونيد مالتسيف يترأس وزارة الدفاع وألكسندر لوكاشينكو (بوصفه الرئيس) بمثابة القائد العام. تشكلت القوات المسلحة في عام 1992 باستخدام أجزاء من القوات المسلحة السوفياتية السابقة على أراضي الجمهورية الجديدة. تحويل قوات الاتحاد السوفياتي السابق إلى القوات المسلحة الروسية، والذي اكتمل في عام 1997، أدى إلى خفض عدد الجنود بمقدار 30,000 وإعادة هيكلة القيادة والتشكيلات العسكرية.
معظم أفراد الخدمة العسكرية في روسيا من المجندين، الذين يخدمون لمدة 12 شهرًا إذا كانوا حاصلين على درجة من التعليم العالي أو 18 شهرًا دونها. مع ذلك، أدى التراجع السكاني في روسيا في سن التجنيد إلى زيادة أهمية الجنود المتعاقدين الذين بلغ عددهم 12,000 ابتداءً من عام 2001. في عام 2005، خصص نحو 1.4% من الناتج المحلي في روسيا للنفقات العسكرية. لم تعرب روسيا أبدًا عن رغبتها بالانضمام إلى منظمة حلف شمال الأطلسي لكنها شاركت في برنامج الشراكة الفردية منذ عام 1997، كما أنها تسمح بالتزود بالوقود والدعم الجوي لمهمة ايساف في أفغانستان. بدأت روسيا التعاون مع حلف شمال الأطلسي عبر توقيع اتفاقيات المشاركة في برنامج الشراكة من أجل السلام في عام 1995.

## انضمامها لمنظمة المؤتمر الإسلامي
انضمت روسيا إلى منظمة المؤتمر الإسلامي عام 2005 كمُراقب وليس كعضو.